# 몬도 트라쇼
몬도 트라쇼(Mondo Trasho)는 미국에서 제작된 존 워터스 감독의 1969년 영화이다. 메리 비비안 피어스 등이 주연으로 출연하였고 존 워터스 등이 제작에 참여하였다.

## 출연

### 주연
- 메리 비비안 피어스
- 디바인
- 민크 스톨

### 조연
- 잭 월쉬
- 팻 모란
- 조지 피그스
- 수잔 로우
- 마리나 멜린
- 릭 모로우
- 존 레이센링
- 팻 모란
- 존 워터스